# Nadajnik

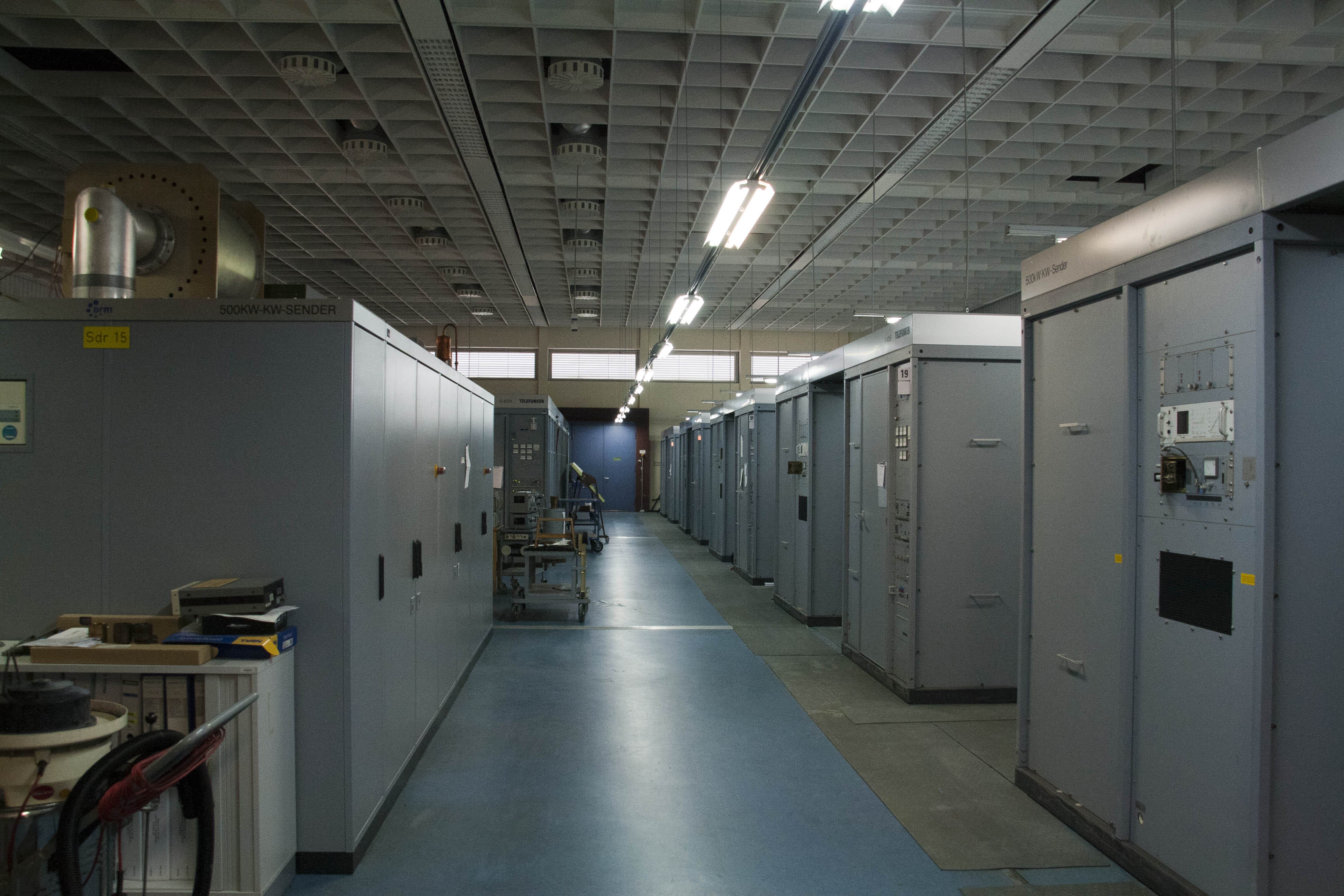
Radiowe nadajniki krótkofalowe stacji nadawczej w Wertachtal (Niemcy)

Nadajnik – urządzenie służące do emisji sygnału, zgodnego z założeniami konstrukcyjnymi. Sygnał może być niezmienny w zadanym przedziale czasu (nadajnik sygnalizacyjny) lub zmieniać się w zależności od sygnału sterującego. Sygnał emitowany jest najczęściej w postaci falowej. Wyróżnić można nadajniki fali:
- elektromagnetycznej (np. w radiu, radarze),
- świetlnej podczerwonej (np. w pilocie na podczerwień),
- świetlnej widzialnej (np. w latarni morskiej),
- akustycznej ultradźwiękowej (np. w hydrolokatorze),
- i inne.